# آدم لوغان
آدم لوغان هو رياضياتي كندي، ولد في 1975 في كينغستون في كندا.